# (407) Arachne
(407) Arachne ist ein Asteroid des mittleren Hauptgürtels, der am 13. Oktober 1895 vom deutschen Astronomen Max Wolf an seiner Privatsternwarte in Heidelberg bei einer Helligkeit von 12 mag entdeckt wurde.
Der Asteroid wurde benannt nach Arachne, einer Tochter des Färbers Idmon. Sie war so geschickt im Weben, dass sie die Göttin Athene zu einem Webwettbewerb herausforderte, den sie gewann. Als Athene vor Wut den von Arachne gewebten Teppich zerriss, wollte die sich erhängen, doch Athene verwandelte sie in eine Spinne. Die Benennung erfolgte 1901 auf Wunsch des Entdeckers durch den Berliner Astronomen Adolf Berberich (1861–1920).

## Wissenschaftliche Auswertung
Aus Ergebnissen der IRAS Minor Planet Survey (IMPS) wurden 1992 Angaben zu Durchmesser und Albedo für zahlreiche Asteroiden abgeleitet, darunter auch (407) Arachne, für die damals Werte von 95,1 km bzw. 0,05 erhalten wurden. Nach der Reaktivierung von NEOWISE im Jahr 2013 und Registrierung neuer Daten wurden die Werte 2015 zunächst mit 86,3 km bzw. 0,04 angegeben und dann 2016 korrigiert zu 85,1 oder 94,5 km bzw. 0,05 oder 0,04, diese Angaben beinhalten aber alle hohe Unsicherheiten.
Eine spektroskopische Untersuchung von 820 Asteroiden zwischen November 1996 und September 2001 am La-Silla-Observatorium in Chile ergab für (407) Arachne eine taxonomische Klassifizierung als Caa- bzw. Ch-Typ.
Eine Forschergruppe an der University of Arizona und am Planetary Science Institute in Tucson führte in den 1980er Jahren ein Programm zur „Photometrischen Geodäsie“ einer Anzahl von schnell rotierenden Asteroiden des Hauptgürtels durch, darunter auch (407) Arachne. Die bei Beobachtungen am Kitt-Peak-Nationalobservatorium in Arizona am 17. Januar 1986 registrierte lückenhafte Lichtkurve wurden in einer Untersuchung von 1990 zu einer Rotationsperiode von etwa 44 h ausgewertet. Bei neuen Beobachtungen vom 16. Februar bis 1. März 2016 durch die Beobachtergruppe Observadores de Asteroides (OBAS) in Spanien zeigte sich jedoch, dass der Asteroid doppelt so schnell wie zuvor angenommen rotiert, denn aus der aufgezeichneten Lichtkurve wurde nun eine Rotationsperiode von 22,627 h bestimmt.
Eine Auswertung von archivierten Lichtkurven des Lowell-Observatoriums ermöglichte in einer Untersuchung von 2016 erstmals die Erstellung eines dreidimensionalen Gestaltmodells des Asteroiden für zwei alternative Rotationsachsen mit retrograder Rotation und einer Periode von 22,6263 h. Die Positionen der Rotationsachse wurden kurz darauf noch einmal mit geänderten Werten angegeben.
Im Jahr 2021 wurde aus archivierten Daten und photometrischen Messungen von Gaia DR2 erneut ein dreidimensionales Gestaltmodell des Asteroiden für eine Rotationsachse mit retrograder Rotation und einer Periode von 22,62618 h berechnet.
Zwischen 2012 und 2018 wurden mit der All-Sky Automated Survey for Supernovae (ASAS-SN) auch photometrische Daten von 20.000 Asteroiden aufgezeichnet. Auf mehr als 5000 davon konnte erfolgreich die Methode der konvexen Inversion angewendet werden, darunter auch (407) Arachne, für die in einer Untersuchung von 2021 ein verbessertes dreidimensionales Gestaltmodell für zwei alternative Rotationsachsen mit retrograder Rotation und einer Periode von 22,626 h berechnet wurde.
Aus archivierten Daten des Asteroid Terrestrial-impact Last Alert System (ATLAS) aus dem Zeitraum 2015 bis 2018 konnte in einer Untersuchung von 2022 mit der Methode der konvexen Inversion eine Rotationsperiode von 22,6264 h bestimmt werden.